# Hamptjärnen (Hammerdals socken, Jämtland)
Hamptjärnen är en sjö i Strömsunds kommun i Jämtland och ingår i Indalsälvens huvudavrinningsområde.